# 侯堡镇
侯堡镇，是中华人民共和国山西省长治市襄垣县下辖的一个乡镇级行政单位。

## 行政区划
侯堡镇下辖以下地区：
潞矿社区、侯堡村、常隆村、段河村、东周村、西周村、东元垴村、桥上村、苏村、高家岩村、任家岭村、南胡沟村、安沟村、邕子村、阎村、常沟村、花垴村、西回辕村、南垴上村和东回辕村。